# Махиня, Пантелей Климентиевич
Махиня Пантелей Климентиевич (28 июля 1890, Валява, Киевская губерния — 22 мая 1922, Валява, Кременчугская губерния) — самобытный поэт, шахтёр.

## Биография
Родился 28 июля 1890 года в селе Валява Киевской губернии Российской империи в бедной крестьянской семье, имел брата Максима 1891 года рождения.
Окончил начальную школу. Родители умерли рано, после школы работал батраком, параллельно читал книги, занимался самообразованием, начал писать стихи. В 19 лет уехал работать в местечко Кривой Рог, где работал на руднике Шмаково.
Вскоре начал работать шахтёром в Юзовке на Успенской шахте, где среди рабочих познакомился с социалистами. В 1908 году подружился с Никитой Хрущёвым, который у него брал читать газеты и книги.
Активно участвовал в событиях Гражданской войны. В 1919 году, когда Добровольческая армия Деникина захватила Юзовку, вернулся в родную деревню. Был избран членом сельского исполнительного комитета. По его предложению создали окружное издательство, он организовал библиотеку, возглавил драматический кружок и кружок народного образования.
В конце 1921 года был избран уполномоченным волостного исполнительного комитета по культурно-образовательной работе села.
В ночь с 21 на 22 мая 1922 года был убит местным антисоветским отрядом вместе с ещё тремя партийными активистами.

## Творческая деятельность
Писал стихи на украинском и русском языках.
Некоторые стихи были напечатаны при жизни под псевдонимами в газете «Прикубанские степи», другие напечатаны не были — их запомнили и донесли до наших дней друзья поэта.
Пантелей Махиня был поэтическим кумиром Никиты Хрущева, с которым он дружил в молодости и постоянно цитировал его стихотворение, ставя в пример городским поэтам:
Люблю за книгою правдивой

Огни эмоций зажигать,

Чтоб в жизни нашей суетливой

Гореть, гореть и не сгорать…

Чтоб был порыв, чтоб были силы

Сердца людские зажигать,

Бороться с тьмою до могилы,

Чтоб жизнь напрасно не проспать.

Ведь долг мой, братья, поколенью

Хоть каплю оставить честного труда,

Чтоб там за темной загробной сенью

Не грызла совесть никогда!
Хрущёв противопоставлял это стихотворение стихам Пастернака и утверждал, что Махиня был бы поэтом выше Пушкина, но умер рано.